# Carex gonggaensis
Carex gonggaensis är en halvgräsart som beskrevs av Pei Chun Qiong Li. Carex gonggaensis ingår i släktet starrar, och familjen halvgräs. Inga underarter finns listade i Catalogue of Life.